# Rudolf Rückert
Rudolf Rückert (* 15. Januar 1929 in Naumburg am Queis, Niederschlesien; † 9. August 2021 in Salzgitter) war ein deutscher Kommunalpolitiker aus der CDU. Er war von 1981 bis 1986 und von 1996 bis 2001 Oberbürgermeister und von 1986 bis 1996 Bürgermeister von Salzgitter.

## Leben
Bis 1944 besuchte Rückert das Internat der Staatlich Zahnschen Schulanstalten in Bunzlau, Niederschlesien. 1944 wurde er zum Kriegsdienst eingezogen, geriet in Gefangenschaft und musste Flucht und Vertreibung aus Schlesien erleben. Sein Abitur absolvierte er am Gymnasium Corvinianum in Northeim, Niedersachsen. Nach einem pädagogischen Studium war er Lehrer an verschiedenen Schulen in Salzgitter, ab 1977 Schulleiter an der Realschule Amselstieg in Salzgitter-Lebenstedt. Er führte den Vorsitz und Ämter in zahlreichen Vereinen und Verbänden. So hatte er viele politische Ämter in der Jungen Union und in der CDU im Landesverband Braunschweig und der Stadt Salzgitter inne. Seit 1963 war er Mitglied im Ortsrat und Rat der Stadt Salzgitter und Vorsitzender diverser Ausschüsse sowie Mitglied in Aufsichtsräten und Beiräten. Außerdem war er Mitglied im Präsidium des Niedersächsischen Städtetages und in Ausschüssen des Deutschen Städtetages.

## Auszeichnungen
- Bundesverdienstkreuz am Bande (1987)
- Ehrenratsherr der Stadt Salzgitter (2001), nach dem Ausscheiden aus dem Rat der Stadt Salzgitter
- Ehrenbürger der Stadt Salzgitter (2002)[3]
- Ehrenbürger der britischen Stadt Swindon, Freeman of the Borough of Swindon (2007). Er ist damit der erste Ausländer, der diese britische Ehrung für seine besonderen Verdienste um die Völkerverständigung und die Städtepartnerschaft zwischen Swindon und Salzgitter erhielt.[4]